# Pleurocrypta floridana
Pleurocrypta floridana är en kräftdjursart som beskrevs av Clements Robert Markham1974. Pleurocrypta floridana ingår i släktet Pleurocrypta och familjen Bopyridae. Inga underarter finns listade i Catalogue of Life.